# 普萊森特里奇種植園 (緬因州)
普萊森特里奇種植園（英語：Pleasant Ridge Plantation）是一個位於美國緬因州薩默塞特縣的鎮。

## 人口
根據2020年美國人口普查的數據，普萊森特里奇種植園的面積為62.40平方千米，當中陸地面積為57.10平方千米，而水域面積為5.30平方千米。當地共有人口85人，而人口密度為每平方千米1人。